# ワガママ date show
『ワガママ date show』（ワガママ デート ショー）は、声優の新谷良子がLantisよりリリースした1stマキシシングルである。3ヶ月連続リリースの第1弾。品番はLACM-4104。

## 収録曲
1. ワガママ date show [4:27]
  - 作詞・作曲・編曲：R・O・N
2. ワガママ date show (off vocal)
3. ランチBOX〜初級編〜 [1:16]
  - 作詞・作曲:ゆうまお　編曲：R・O・N